# Sainte-Colombe (Sekwana Nadmorska)
Sainte-Colombe – miejscowość i gmina we Francji, w regionie Normandia, w departamencie Sekwana Nadmorska.
Według danych na rok 1990 gminę zamieszkiwało 177 osób, a gęstość zaludnienia wynosiła 31 osób/km² (wśród 1421 gmin Górnej Normandii Sainte-Colombe plasuje się na 724. miejscu pod względem liczby ludności, natomiast pod względem powierzchni na miejscu 634.).